# قراجة فيض اله
قراجة فيض‌ اله هي قرية في مقاطعة مرند، إيران. عدد سكان هذه القرية هو 1,851 في سنة 2006.